# Дінгельштедт
Дінгельштедт (нім. Dingelstädt) — місто в Німеччині, розташоване в землі Тюрингія. Входить до складу району Айхсфельд. Центр об'єднання громад Дінгельштедт.
Площа — 20,4 км2. Населення становить Невірний параметр metadata 16 061 025 ос. (станом на 31 грудня 2021).

## Галерея

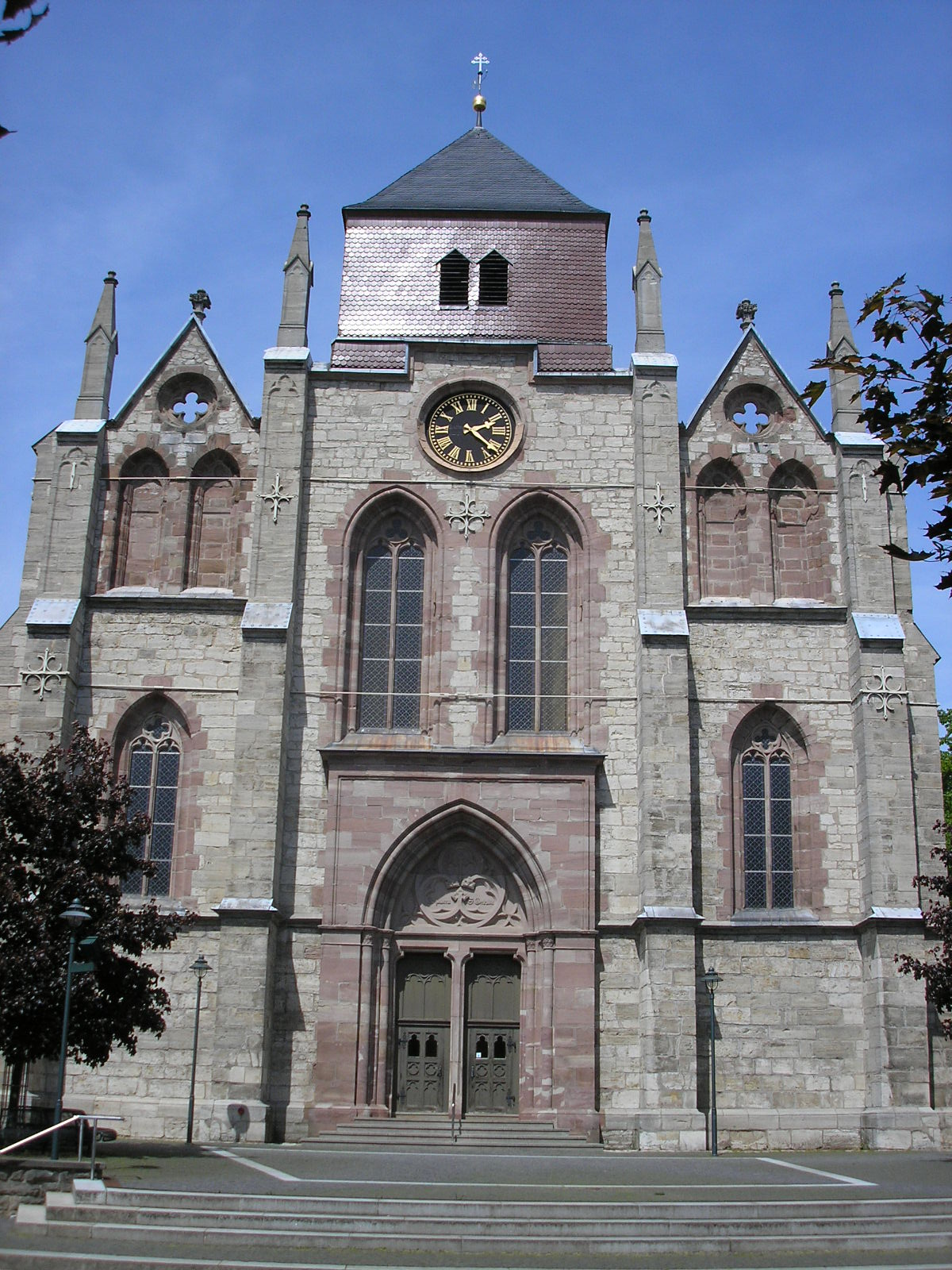
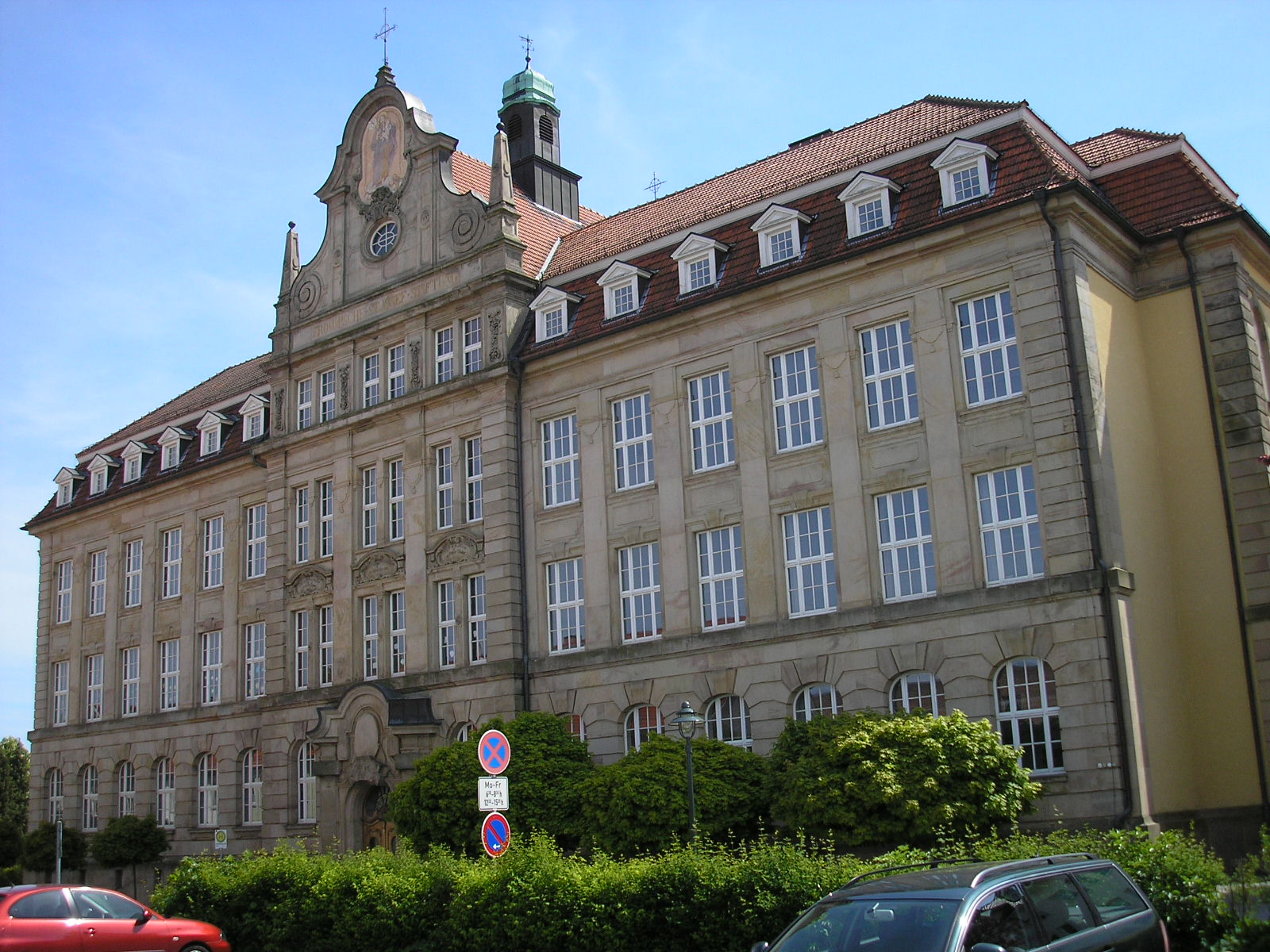